# Maidan-Labun, Șepetivka
Maidan-Labun (în ucraineană Майдан-Лабунь) este un sat în comuna Mîhailiucika din raionul Șepetivka, regiunea Hmelnîțkîi, Ucraina.

## Demografie
Componența lingvistică a localității Maidan-Labun
     Ucraineană (100%)
Conform recensământului din 2001, toată populația localității Maidan-Labun era vorbitoare de ucraineană (100%).